# مسئله بازل
مسئله بازل، مسئله ای در آنالیز ریاضی در ارتباط با نظریه اعداد اول است که اولین بار در سال ۱۶۵۰ توسط پیترو منگلی مطرح شد و توسط لئوناردو اویلر در سال ۱۷۳۴ حل شد و در تاریخ ۵ دسامبر ۱۷۳۵ در فرهنگستان علوم سنت پترزبورگ خوانده شد.از آنجا که حل این مسئله در برابر حملات ریاضیدانان برجسته روز مقاومت کرد، برای اویلر که در آن زمان تنها بیست و هشت سال داشت، شهرتی زود هنگام بدست آورد. اویلر این مسئله را به‌طور قابل ملاحظه ای تعمیم داد، و ایده‌های او سالها بعد توسط برنهارت ریمان در سال ۱۸۵۹ در مقاله ای به نام «تعداد اعداد اول کوچکتر از یک مقدار داده شده» که در این مقاله او تابع زتای خود را تعریف کرد و خواص اساسی آنرا اثبات نمود، به کار گرفته شد. مسئله بازل بعد از او، به نام زادگاه خانوادگی اویلر و برنولی که در حمله به این مسئله ناموفق بودند، نامیده می‌شود.
مسئله بازل در مورد مجموع دقیق معکوس مربعهای اعداد طبیعی صحبت می‌کند، یعنی مجموع دقیق سری‌های نامتناهی برابر است با:
{\displaystyle \sum _{n=1}^{\infty }{\frac {1}{n^{2}}}={\frac {1}{1^{2}}}+{\frac {1}{2^{2}}}+{\frac {1}{3^{2}}}+\cdots }
.
مجموع این سری تقریباً برابر با ۱٫۶۴۴۹۳۴ می‌باشد. مسئله بازل مقدار دقیق مجموع این سری را بیان می‌کند (در فرم بسته) و همچنین به عنوان اثبات درستی این مجموع می‌باشد. اویلر مقدار دقیق مجموع را 2{\displaystyle \pi }/6 پیدا کرد و این کشف را در سال ۱۷۳۵ اعلام کرد. استدلالات او بر اساس دست کاریهایی در محاسبات بود که در آن زمان نتوانست آنها را توجیه کند، اگر چه بعدها درستی آنها ثابت شد و این مسئله در سال ۱۷۴۱ اتفاق افتاد که او توانست یک اثبات دقیق درست بیان کند.